# Nowy Młyn (powiat międzychodzki)
Nowy Młyn – osada w Polsce położona w województwie wielkopolskim, w powiecie międzychodzkim, w gminie Kwilcz.
Osada wchodzi w skład sołectwa Kwilcz.
W okresie Wielkiego Księstwa Poznańskiego (1815-1848) miejscowość wzmiankowana jako Kwilcz nowy młyn należała do wsi mniejszych w ówczesnym pruskim powiecie Międzyrzecz w rejencji poznańskiej. Kwilcz Nowy Młyn należał do okręgu kwileckiego tego powiatu i stanowił część majątku Kwilcz, którego właścicielem był wówczas Arseni Kwilecki. Według spisu urzędowego z 1837 roku wieś liczyła 9 mieszkańców, którzy zamieszkiwali jeden dym (domostwo).
W latach 1975–1998 miejscowość należała administracyjnie do województwa poznańskiego.